# Ràdio Activitat
Ràdio activitat va ser una ràdio lliure que emetia a la ciutat de Mallorca. Va emetre en dues temporades. La primera de 1984 a 1989, i la segona del setembre de 1995 i el 2000.